# Gai Soci Seneció
Gai Soci Seneció (en llatí Caius Socius Senecio) va ser un magistrat romà dels segles I i II.
Va ser nomenat cònsol sufecte l'any 98 i cònsol romà els anys 99, 102 i 107, segons els Fasti. Probablement és la mateixa persona que era amic de Plini el Jove i a qui Plutarc menciona també repetidament.